# Rankett
Il rankett è un particolare registro dell'organo.

## Struttura
Il rankett è un registro ad ancia, tipico dell'arte organaria dell'Europa settentrionale, appartenente alla famiglia dei regali. È possibile trovarlo nelle misure da 16' o da 8'. Apparve per la prima volta intorno al XVI secolo a imitazione il suono del cervellato, uno strumento ad ancia doppia che, in tedesco, si chiama appunto rankett.
I risuonatori di questo registro sono formati da un cilindro tappato alla sommità, fornito di tre o quattro fori dai quali fuoriesce il suono. A seconda della forma dei risuonatori si possono classificare diversi tipi di rankett, fra i quali i più comuni sono il rohrrankett, che presenta come risuonatore un cilindro di stagno collegato a un tubo in rame o in ottone, e il maulrankett, nel quale i fori di uscita del suono sono sostituiti da una larga apertura posta alla base del cilindro superiore.
Benché in Italia sia abbastanza raro, è possibile trovarlo con il nome di tromba in sordina.